# Estatua de Stevens T. Mason
Stevens T. Mason, también conocido como Stevens T. Mason Monument, es una estatua monumental en el Bulevard Washington de la ciudad de Detroit, en el estado de Míchigan (Estados Unidos). El monumento fue diseñado por el escultor Albert Weinert y el arquitecto H. Van Buren Magonigle en honor a Stevens T. Mason, quien se desempeñó como el primer gobernador de Míchigan a mediados del siglo XIX y se destaca por ser la persona más joven en servir como el gobernador de un estado de los Estados Unidos. Los restos de Mason están enterrados debajo del monumento, que se encuentra en Capitol Park, el sitio del antiguo edificio del capitolio estatal. El monumento fue dedicado el Día de los Caídos en 1908.

## Historia

### Contexto
Stevens T. Mason fue un político estadounidense que se desempeñó como el primer gobernador de Míchigan a principios del siglo XIX. En 1831, a la edad de 19 años, el presidente estadounidense Andrew Jackson lo nombró secretario del Territorio de Míchigan, y tres años más tarde, se convirtió en gobernador interino del territorio. En estos puestos, Mason impulsó la estadidad y, tras la admisión de Míchigan a la Unión en 1837, se convirtió en el primer gobernador del estado. Al asumir el cargo a la edad de 24 años, sigue siendo la persona más joven en ocupar un cargo de gobernador en los Estados Unidos y, como resultado, a veces se le conoce como el "Gobernador niño". Mason se desempeñaría como gobernador hasta 1839. Después de su tiempo en el cargo, se mudó a Nueva York para ejercer la abogacía, donde murió de neumonía en 1843. Aunque inicialmente fue enterrado en un cementerio de la ciudad, sus restos fueron trasladados a Detroit en 1905. Fue enterrado en Capitol Park, que había sido la ubicación del edificio del capitolio estatal antes de que la capital se trasladara a Lansing. A la ceremonia de entierro asistieron unos 2000 espectadores.

### Creación
En la época del nuevo entierro de Mason, se estaban realizando esfuerzos para la creación de un monumento en Detroit en su honor. En 1906, el Congreso de los Estados Unidos otorgó cañones condenados al gobierno de Míchigan para que los utilizara en la creación de una estatua de Mason. Estos cañones habían sido adquiridos por el senador estadounidense y exsecretario de Guerra Russell A. Alger, nativo de Detroit, y procedían de Fort Michilimackinac en Míchigan. Al año siguiente, la Legislatura de Míchigan aprobó una serie de resoluciones conjuntas con respecto a esta estatua, asignando 10 000 dólares para el proyecto y pidiendo al gobernador que creara una comisión de tres personas para supervisar el proyecto. Además, la legislación especificaba que la estatua estaría ubicada en el lugar del internamiento de Mason, en Capitol Park. Al informar sobre la legislación en abril de 1907, la revista Granite, Marble and Bronze declaró que el gobernador había organizado una comisión compuesta por los políticos Lawton T. Hemans, Arthur L. Holmes y Daniel McCoy. Estos tres habían actuado previamente como la comisión responsable del nuevo entierro de Mason en Detroit. La comisión realizó un concurso para solicitar propuestas de diseño y finalmente se seleccionó la del escultor Albert Weinert, residente en la ciudad de Nueva York. Además, la revista declaró que la estatua tardaría alrededor de un año en completarse. El arquitecto H. Van Buren Magonigle, también de la ciudad de Nueva York, fue seleccionado como arquitecto para el proyecto, supervisando el diseño del pedestal y la mampostería circundante. La fundición de la estatua fue realizada por Roman Bronze Works. En mayo de 1908, The Monumental News informó que Lloyd Bros. de Toledo estaba erigiendo el pedestal y que se esperaba que el monumento se dedicara en junio de ese año.

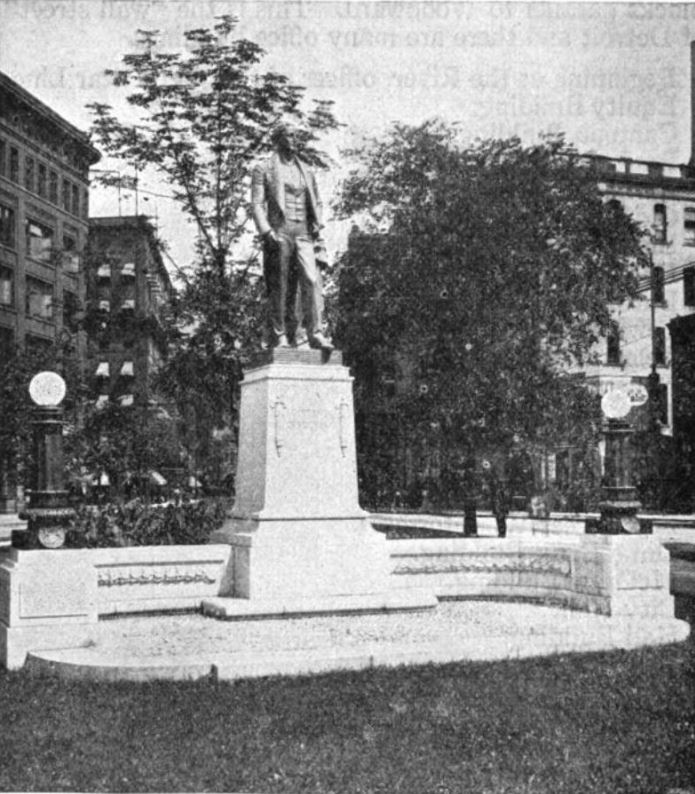
El monumento con plataforma original y exedra, c. 1916

El monumento fue dedicado el 30 de mayo de 1908, Día de los Caídos, en una ceremonia a la que asistieron varios miles de espectadores. Thomas W. Palmer presidió la ceremonia, y la estatua fue inaugurada por la hermana de Mason, Emily V. Mason, de 93 años. A continuación, el reverendo Walter Elliott pronunció un discurso, seguido de comentarios de Hemans, el alcalde de Detroit, William Barlum Thompson, y el gobernador de Míchigan, Fred M. Warner. James Burrill Angell, presidente de la Universidad de Míchigan, pronunció los comentarios de clausura y elogió a Mason por su apoyo inicial a la universidad. En honor a Emily (nacida en Virginia), la banda presente en la ceremonia tocó " Dixie " al final de la dedicación. En junio de 1908, The Monumental News informó que el bronce sobrante que no se usó en la fundición de la estatua se usaría para hacer facsímiles de estatuillas de la estatua.

### Historia posterior
En 1955, el parque se sometió a una renovación que vio el ataúd de Mason desenterrado, con sus restos guardados temporalmente en una morgue. A pesar de algunas llamadas para trasladar los restos a la capital del estado de Lansing, fueron enterrados de nuevo bajo la estatua después de las renovaciones. En algún momento durante la década de 1900, se quitaron la exedra y la balaustrada que alguna vez formaron parte del monumento, dejando solo el pedestal y la estatua. En 1993, la estatua fue inspeccionada como parte de Save Outdoor Sculpture! proyecto.
En junio de 2010, la ciudad inició un proyecto de renovación para Capitol Park, con planes para reubicar el monumento y los restos de Mason cerca de una intersección de tráfico a una parte más centralizada del parque. Como parte del proyecto, la estatua fue removida temporalmente para trabajos de restauración. Durante el proceso de reubicación, se descubrió que Mason había sido enterrado a poca distancia del monumento en lugar de directamente debajo del pedestal como se había pensado anteriormente. Mason fue enterrado de nuevo en octubre de 2010. El 27 de octubre de 2011, el 200 cumpleaños de Mason, la Comisión Histórica de Míchigan dedicó un marcador histórico cerca del monumento. En septiembre de 2017, Downtown Detroit Partnership publicó planes creados en conjunto con un estudio de arquitectura con sede en Toronto para la remodelación de Capitol Park. Como parte del proyecto, se quitaría el pedestal de la estatua y se colocaría a nivel del suelo.

## Diseño
El monumento consiste en una estatua de bronce de los masones de pie sobre un pedestal de granito Barre. La estatua mide aproximadamente 2,4 m de altura, con base cuadrada de lado mide 0,8 m Mason está vestido con ropa de la década de 1830 y sostiene un libro en su mano derecha, mientras que su mano izquierda está colocada sobre su cadera. Una reseña de 1908 en The Monumental News afirma que la estatua es "un retrato elegante y bien modelado del gobernador tal como aparecía en su juventud". La base de la estatua está inscrita con marcas de fundición (Roman Bronze Works, NY). El pedestal también mide aproximadamente 2,4 m de altura y tiene medidas laterales de 1,5 m En el frente del pedestal hay dos fasces y la inscripción "STEVENS T. MASON/FIRST/GOVERNOR/OF MICHIGAN". La parte posterior del pedestal lleva la siguiente inscripción: "EL TRIBUTO DE/MICHIGAN/A LA MEMORIA DE SU/PRIMERA GOBERNADORA/CUYAS CENIZAS YACEN DEBAJO/LLAMADO A LOS DEBERES DE/HOMBRE SIENDO UN NIÑO/ÉL SE OBLIGA A SÍ MISMO /COMO ESTAMPAR SU NOMBRE/DE FORMA INDELEIBLE EN LA HISTORIA/DE LA/ELA/ELA".

### Diseño original
Cuando se dedicó originalmente, el monumento se encontraba sobre una plataforma semicircular rodeada por una exedra. A ambos lados del monumento había dos remates de mármol que servían como bancos y espaciadores decorativos, y estaban rematados por farolas de bronce. El aspecto general de esta sección era similar a otros monumentos en Detroit, incluida la estatua de Alexander Macomb y una estatua de James J. Brady en Belle Isle. Sin embargo, estas secciones del monumento fueron eliminadas en algún momento durante el siglo XX.